# Heinrich Alexander Seidel

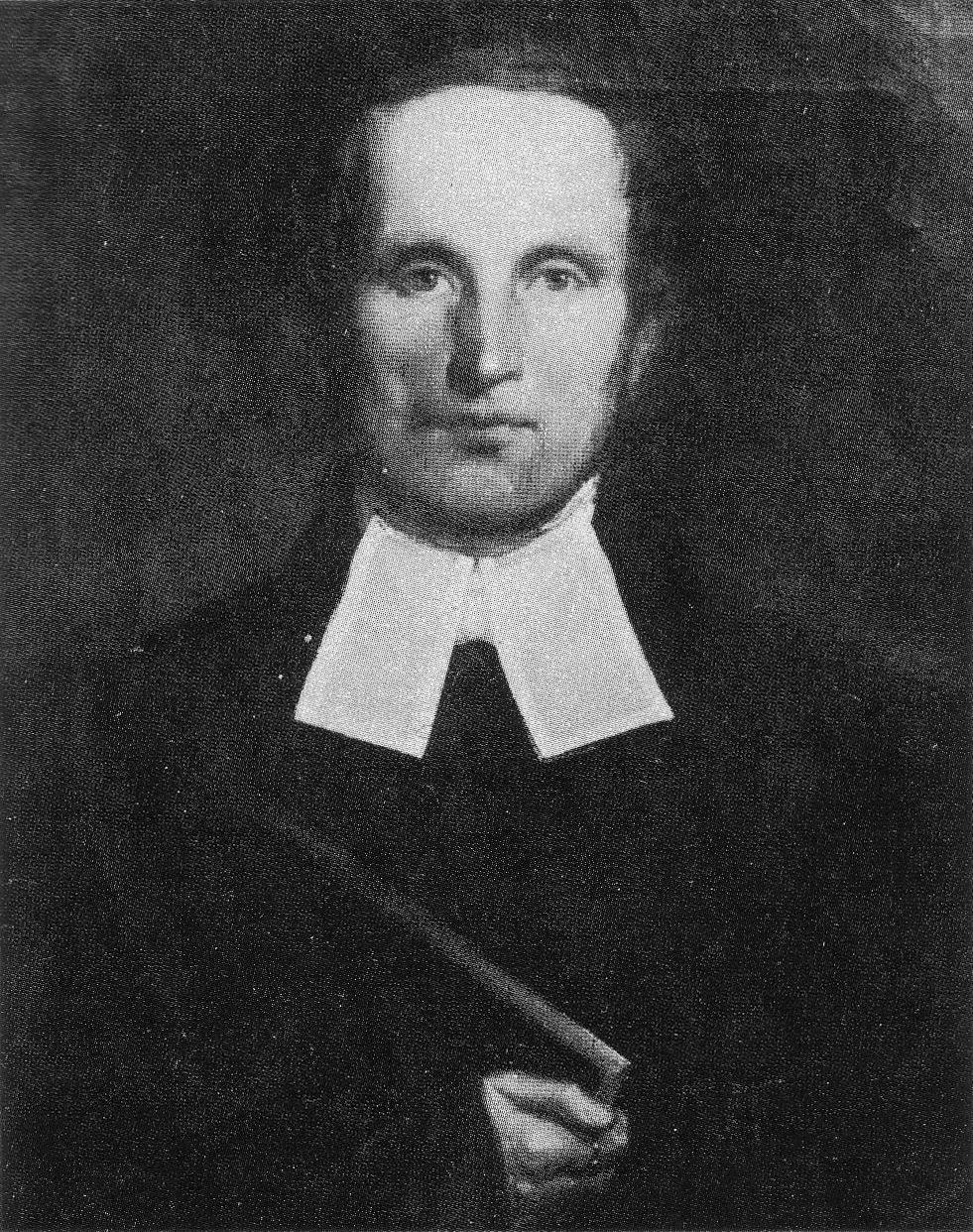
Heinrich Alexander Seidel
(1811–1861)

Heinrich Otto Alexander Georg Seidel, auch Heinrich Seidel (* 2. Februar 1811 in Goldberg; † 30. Januar 1861 in Schwerin) war ein deutscher evangelischer Theologe, Pastor und Schriftsteller.

## Leben
Heinrich Alexander Seidel wurde geboren als Sohn des Arztes Heinrich August Seidel (1777–1811) und dessen Ehefrau Amalie, geb. Hermes, Pastorentochter aus Goldberg. Sein Vater starb wenige Wochen nach seiner Geburt. Nach dem Besuch der ersten Klasse einer Vorbereitungsschule für das Gymnasium, besuchte er ab dem Alter von elf Jahren das Gymnasium Fridericanum in Schwerin. Anschließend studierte Seidel von 1830 bis 1833 Theologie an den Universitäten in Rostock und später in Berlin, wo er von Ernst Wilhelm Hengstenberg geprägt wurde. Danach war er zunächst als Hauslehrer in Dobbin bei Krakow am See tätig. Von 1839 bis 1851 war er Pfarrer in Perlin bei Wittenburg.
1851 wurde er von Großherzog Friedrich Franz II. zum Pastor primarius an der Schweriner Schelfkirche St. Nikolai berufen. Dort war er auch Divisionsprediger und ab 1856 Garnisonsprediger im Range eines Capitains an der Werderkaserne und von 1852 bis 1856 Pastor der Schweriner Irren-Heilanstalt Sachsenberg. Er war ein Anhänger der konservativen Politik des Oberkirchenratspräsidenten Theodor Kliefoth, mit dem er bereits das Gymnasium besucht hatte. 1856 wurde ihm der „Preußische Rothe Adlerorden“ verliehen. Bereits 1859 musste er jedoch krankheitsbedingt sein Amt als Divisionsprediger niederlegen.
Seidel war auch schriftstellerisch tätig, neben kirchlichen Schriften verfasste er volkstümliche Bücher und war Herausgeber mehrerer Gedichtsammlungen. Er war Begründer einer Bibliothek für die evang.-lutherischen Gemeinden Schwerins, der ihm zu Ehren Seidelscher Verein genannt wurde. Kurz vor Vollendung seines 50. Lebensjahres verstarb er am 30. Januar 1861 in Schwerin nach längerer Krankheit an einem Lungenleiden. Sein Grab befindet sich auf dem alten Schelffriedhof, heute der Schelfpark an der Werderstraße in Schwerin.

## Familie
Am 8. Oktober 1841 heiratete er Johanna Auguste Römer (1823–1896), Tochter eines Gutspächters von Hof Pogreß bei Wittenburg.
Die Familie hatte sechs Kinder:
- Heinrich Seidel (1842–1906), Ingenieur und Schriftsteller
- Werner Seidel (1845–1883), Kapitän
- Frieda Seidel (1846–1898), vor März 1891 verheiratete Kehrhahn[6]
- Clara Seidel (1848–1879), ab 1873 Ehefrau des Rechtshistorikers und Kirchenrechtlers Rudolph Sohm[7]
- Hermann Seidel (1856–1895), Mediziner und Arzt der Chirurgie
- Paul Seidel (1858–1929), Dr. jur., Kunsthistoriker, Direktor des Berliner Hohenzollern-Museums.[8]

Seidel war der Großvater des Pfarrers und Schriftstellers Heinrich Wolfgang Seidel, der Schriftstellerin Ina Seidel, des Schriftstellers Willy Seidel und der Schauspielerin Annemarie Seidel. Auch der Sohn Ina Seidels, sein Ur-Enkel Christian Ferber (1919–1992), eigentlich Georg Heinrich Balthasar Seidel, war als Schriftsteller und Journalist tätig.

## Werke (Auswahl)
- Kreuz und Harfe. Eine Sammlung geistlicher Dichtungen, 1839
- Paulus. Geistliches Gedicht in zehn Gesängen, 1845
- Aus der Kirche. Zeitgedichte, 1845
- Gottlieb Treu, der Tagelöhner von Bergkaten. Eine erbauliche Geschichte, insonderheit für den norddeutschen Landmann erzählt, 1848
- Balthasar Scharfenberg oder Ein mecklenburgisches Dorf vor zweihundert Jahren, 1851, 4. Aufl., 1892
- Das Mecklenburgisch-Schwerinsche Kirchengesangbuch. Eine historisch-kritische Abhandlung, 1852
- Sprüche und Liederverse zum Mecklenburg-Schwerinschen Landes-Katechismus, 1852, 11. Aufl. 1881[9]